# Дітаджі Камбунджі
Дітаджі Камбунджі (англ. Ditaji Kambundji; нар. 20 травня 2002) — швейцарська легкоатлетка, яка спеціалізується на бар'єрному бігу.
Сестра — Муджинга Камбунджі (нар. 1992) — чемпіонка світу в приміщенні з бігу на 60 метрів (2024) та багаторазова чемпіонка Європи зі спринтерських дисциплін.

## Спортивні досягнення
Дворазова (2021, 2024) учасниця олімпійських змагань з бігу на 100 метрів з бар'єрами — обидва рази зупинялась на попередніх стадіях змагань.
Фіналістка (7-е місце) чемпіонату світу з бігу на 100 метрів з бар'єрами (2023).
Срібна (2024) та бронзова (2022) призерка чемпіонатів Європи з бігу на 100 метрів з бар'єрами.
Чемпіонка Європи в приміщенні з бігу на 60 метрів з бар'єрами (2025). Бронзова призерка чемпіонату Європи в приміщенні в цій дисципліні (2023).
Чемпіонка Європи з бігу на 100 метрів з бар'єрами серед молоді (2023) та юніорів (2021).
Багаторазова чемпіонка Швейцарії з бігу на 60 та 100 метрів з бар'єрами.
Рекордсменка Європи з бігу на 60 метрів з бар'єрами — 7,67 (2025).